# Бертоломью, Уильям
Уильям Бертоломью (англ. William Bartholomew, 1793–1867) — английский либреттист, композитор и писатель. Зарабатывал на жизнь содержанием аптеки. Известен как переводчик или автор текстов для премьер многих работ Феликса Мендельсона в Англии, особенно антема Услышь молитву мою! (1845) и текста для премьеры оратории Илия на Бирмингемском музыкальном фестивале в 1846 году. Бертоломью написал несколько гимнов, ораторию Рождество Богородицы и детские песни. Был женат на композиторе и органисте Энн Мунси (1811—1891).